# Łukawce
Łukawce (biał. Лукаўцы, Łukaucy; ros. Лукавцы, Łukawcy) – wieś na Białorusi, w obwodzie mińskim, w rejonie kleckim, w sielsowiecie Szczepicze, przy linii kolejowej Osipowicze – Baranowicze.

## Historia
W XIX i w początkach XX w. położone były w Rosji, w guberni mińskiej, w powiecie słuckim, w gminie Kleck. 
W dwudziestoleciu międzywojennym leżały w Polsce, w województwie nowogródzkim, w powiecie nieświeskim, w gminie Kleck. W 1921 miejscowość liczyła 374 mieszkańców, zamieszkałych w 64 budynkach, wyłącznie Polaków. 291 mieszkańców było wyznania prawosławnego i 83 rzymskokatolickiego.
Po II wojnie światowej w granicach Związku Sowieckiego. Od 1991 w niepodległej Białorusi.